# Kykeon

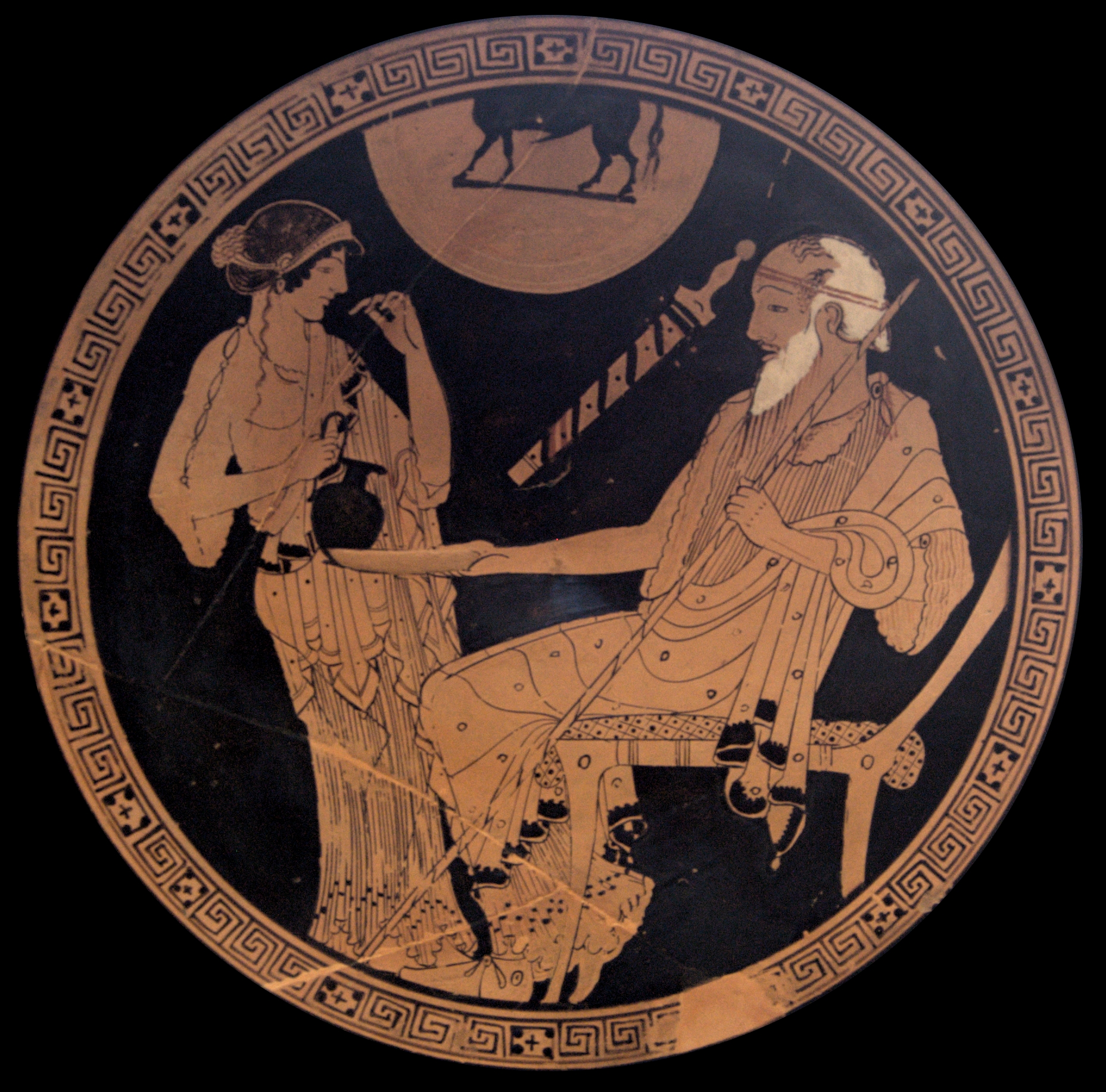
Hecamede gör kykeon till Nestor

Kykeon (grekiska:κυκεών, från κυκάω, "att vispa, att blanda") var en dryck från Antikens Grekland som huvudsakligen gjordes på vatten, korn och naturligt förekommande substanser. Ibland innehöll den vin och riven ost. Det var en uppskattad dryck bland bönder och troddes hjälpa matsmältningen. När den, efter en renande fasta, dracks under höjdpunkten av de Eleusinianska Mysterierna så innehöll den sannolikt även en eller flera psykoaktiva substanser. 
I ett försök att besvara frågan om hur så många människor över nästan två tusen år kunde uppleva "visionära tillstånd" under de Eleusinianska Mysterierna så har det föreslagits att kornet som användes i drycken var medvetet förberett för att bli angripet av svampen mjöldryga vilket innehåller den psykoaktiva alkoiden LSA (d-lysergsyraamid), nära besläktat med LSD (lysergsyradietylamid).